# Hiremulangi, Ramdurg
Hiremulangi là một làng thuộc tehsil Ramdurg, huyện Belgaum, bang Karnataka, Ấn Độ.